# Krystyna Stańko

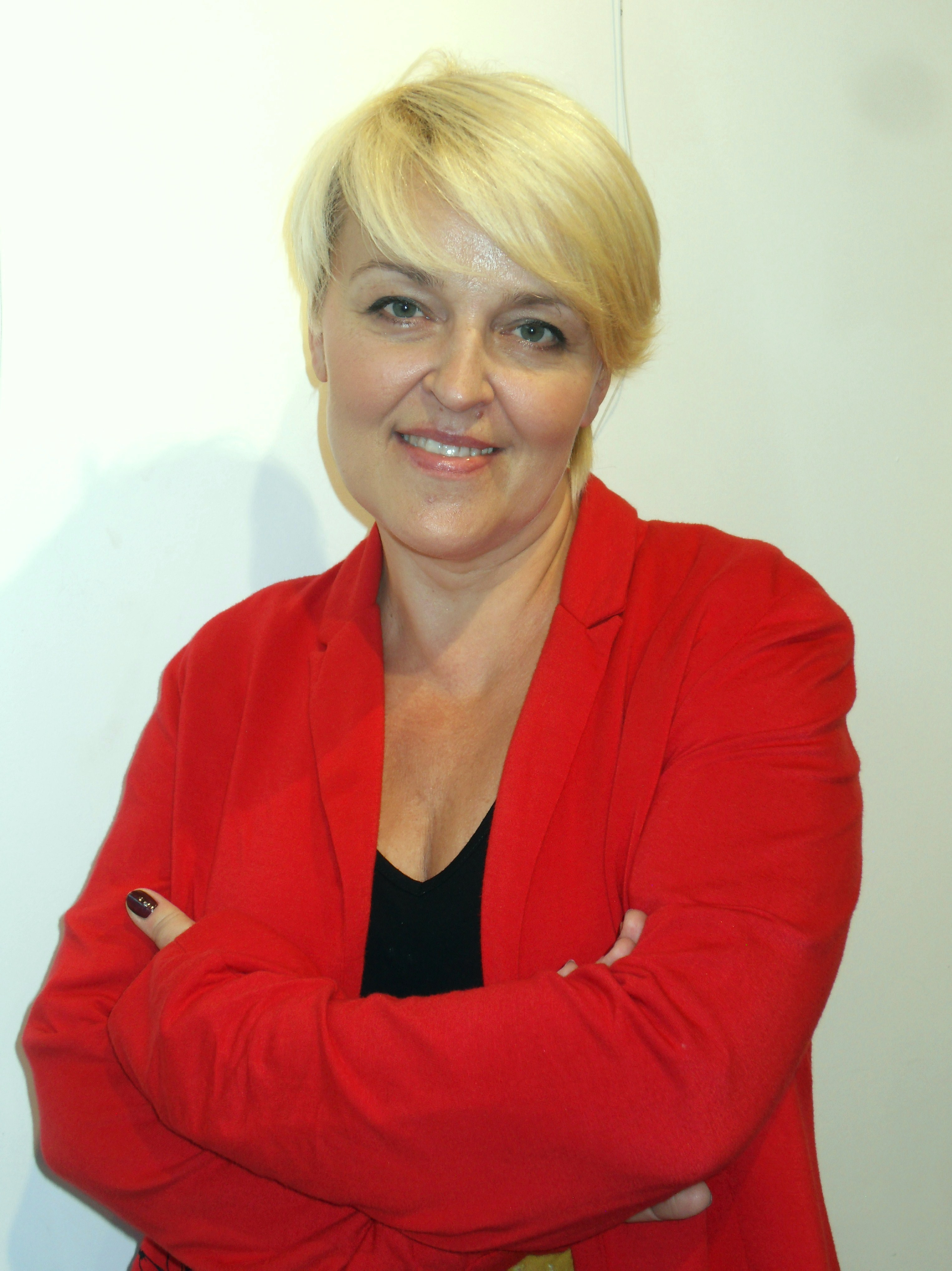
Krystyna Stańko (2015)

Krystyna Stańko (* um 1967) ist eine polnische Jazzmusikerin (Gesang, Gitarre, Komposition).

## Wirken
Stańko begann ihre Karriere 1988 in der Formation Young Power und in der Bluesband Dekiel, mit denen sie auf Festivals und Konzerttourneen in Polen und Deutschland auftrat. Sie studierte bis zum Abschluss an der Abteilung für Jazz und Populärmusik der Musikakademie Katowice. Während ihres Studiums gründete sie das Frauenquartett For Dee. 1995 nahm sie als Duo For Dee (mit Jowita Tabaszewska) ihr erstes Album Women auf. Ein Jahr später folgte die Single „Naga chęć“ und eine Polen-Tournee.
Im Jahr 2000 gründete Stańko zusammen mit Olo Walicki und Maciej Grzywacz die Gruppe (0-58), mit der sie zwei Alben aufnahm – Do dziesięciu (2001) und Tryby (2003); beide wurden für den Fryderyk in der Kategorie „Jazz-Album des Jahres“ nominiert.
2006 veröffentlichte Stańko zwei Singles; im Herbst 2008 erschien beim polnischen Rundfunk ihr Debütalbum mit eigenen Liedern, Usłysz mnie. Ihr Lied „Sobie Sami“ wurde 2008 im Spielfilm Ile waży koń trojański von Juliusz Machulski verwendet.
Insbesondere für ihre Alben Secretly (2010, mit Songs von Peter Gabriel in eigenen Jazz-Bearbeitungen) und Kropla Słowa (2012), das von den Lesern des Jazz Forum als „Album des Jahres“ ausgezeichnet wurde, erhielt Stańko hervorragende Kritiken. Es folgten Alben wie Snik (2014), Novos Anos (2016) und Aquarius the Orchestral (2019) mit Arrangements von Krzysztof Herdzin. 2020 erschien das Trioalbum Fale.
Stańko arbeitete mit Musikern wie Jacek Kochan, Dominik Bukowski, Piotr Lemańczyk, Irek Wojtczak, Cezary Konrad, Przemek Jarosz, Marcin Gawdzis oder Vladislav Sendecki; sie gab unzählige Konzerte in Polen, aber auch in Schweden, Norwegen, Deutschland, Rumänien, Russland, Belarus und Kanada.
Seit 2012 gestaltet und moderiert Stańko jeden Sonntag bei Polskie Radio Gdańsk eine eigene, zweistündige Jazzsendung. Als Dozentin lehrt sie an der Hochschule für Musik „Stanisława Moniuszki“ in Danzig seit 2003 Jazzgesang.

## Preise und Auszeichnungen
Zusammen mit der Band For Dee gewann Stańko den Hauptpreis beim Student Song Festival in Krakau, beim Debüt-Festival in Opole 1991 den Anna-Jantar-Preis für die Interpretation ihres eigenen Liedes „To idzie nowe“. 2013 wurde sie mit dem Pommerschen Kunstpreis für ihr Album Kropla słowa ausgezeichnet. Für ihre Tätigkeit als Hörfunk-Moderatorin erhielt sie 2013 den Titel Persönlichkeit des Radios im Jahr 2012. 2014 wurde sie mit der Gloria-Artis-Medaille für kulturelle Verdienste in Bronze geehrt.